# 1992년 10월
| 1992년: 1월 · 2월 · 3월 · 4월 · 5월 · 6월 · 7월 · 8월 · 9월 · 10월 · 11월 · 12월 |

| <          | 1992년 10월  | 1992년 10월 | 1992년 10월 | 1992년 10월 | 1992년 10월 | >          |
| 일         | 월           | 화          | 수          | 목          | 금          | 토         |
|            |              |             |             | 1 9.6 경술  | 2 7 신해    | 3 8 임자   |
| 4 9 계축   | 5 10 갑인    | 6 11 을묘   | 7 12 병진   | 8 13 정사   | 9 14 무오   | 10 15 기미 |
| 11 16 경신 | 12 17 신유   | 13 18 임술  | 14 19 계해  | 15 20 갑자  | 16 21 을축  | 17 22 병인 |
| 18 23 정묘 | 19 24 무진   | 20 25 기사  | 21 26 경오  | 22 27 신미  | 23 28 임신  | 24 29 계유 |
| 25 30 갑술 | 26 10.1 을해 | 27 2 병자   | 28 3 정축   | 29 4 무인   | 30 5 기묘   | 31 6 경진  |

| 편집하기 |

## 1992년10월 28일
- 대한민국 서울에서 다미선교회가 시한부종말론을 내세웠으나 그것은 정확히 불발했다.

## 1992년10월 15일
- 러시아에서 안드레이 치카틸로의 연쇄 살인 52건에 대해 유죄가 확정되다.

## 1992년10월 12일
- 미국, 캐나다, 멕시코를 연결하는 북미 자유 무역 협정(NAFTA)가 체결되다.

## 1992년10월 4일
- 강원도 원주 여호와의 증인 왕국회관 방화 교회방화범 원언식 방화미수혐의로 구속되다.
- 정지영 감독의 《하얀 전쟁》이 일본의 제 5회 도쿄국제영화제서 최우수 작품ㆍ감독상 수상.